# 三堀家義
三堀 家義（みほり いえよし、1921年3月14日 - 2006年5月18日）は、日本の写真家。
元日本映画テレビ技術協会理事長。本名三堀家仁。中国生まれ。

## 人物
2002年、長年に渡り日本の写真文化のために多大な貢献をしたとして日本写真協会功労賞を受賞。
2006年5月18日、肺炎のため死去。享年86(85歳)。